# 기타촌 (미야기현)
기타촌(北村)은 1955년까지 일본 미야기현 모노군 서부에 존재했던 촌이다. 현재의 이시노마키시에 해당한다.

## 역사
- 1889년 4월 1일 - 정촌제 시행에 수반해 5촌이 합병해 후카야촌의 일부가 되었다.
- 1896년 4월 1일 - 후카야촌이 아카이촌, 오시오촌, 기타촌, 스에촌, 히로부치촌의 5촌이 분립해 새로운 기타촌이 성립하였다.
- 1955년 3월 21일- 가노마타촌, 스에촌, 히로부치촌, 마에야치촌과 합병해, 가난정이 되었다.